# 阿波市立一条小学校
阿波市立一条小学校（あわしりつ いちじょうしょうがっこう）は、徳島県阿波市吉野町西条にある公立小学校。

## 沿革
- 1875年（明治08年） - 西条尋常小学校、五条尋常小学校を創立。
- 1886年（明治19年） - 西条尋常小学校、五条尋常小学校を統合。
- 1888年（明治21年） - 庄境簡易尋常小学校と改称。
- 1903年（明治36年） - 西条、五条、庄境の3つの小学校を統合して一条尋常小学校を創設。
- 1910年（明治43年） - 一条尋常高等小学校と改称。
- 1941年（昭和16年） - 一条国民学校と改称。
- 1947年（昭和22年） - 一条小学校と改称。
- 1957年（昭和32年） - 町村合併のため板野郡吉野町一条小学校となる。
- 2005年（平成17年） - 町村合併のため阿波市立一条小学校となる。

## 通学区域が隣接している学校
- 阿波市立柿原小学校
- 阿波市立御所小学校
- 上板町立松島小学校
- 上板町立高志小学校
- 吉野川市立牛島小学校